# Echinopodium patagonicum
Echinopodium patagonicum är en tvåvingeart som beskrevs av Duret 1976. Echinopodium patagonicum ingår i släktet Echinopodium och familjen svampmyggor. Inga underarter finns listade i Catalogue of Life.